# Keresztény Nemzeti Párt
A Keresztény Nemzeti Párt egy rövid életű politikai párt volt Magyarországon 1919-ben.

## Története
A Keresztény Nemzeti Párt 1919. augusztus 30-án alakult meg Friedrich István és gr. Teleki Pál vezetésével. Társadalmi bázisát a legitimista földbirtokosok és a polgárság adta. A pártot 1919. október 25-én egyesült a Keresztényszociális Gazdasági Párttal, ezzel létrehozva a Keresztény Nemzeti Egyesülés Pártját.
Ám az új párt 1920-ban meggyengült, és Friedrich István követőivel kilépett, és újjáalapította  Keresztény Nemzeti Pártot. Az 1920-as választásokon 2 mandátumot szereztek és ellenzékbe vonultak.
1922. január 16-án szűnt meg véglegesen, amikor a párt maradéka beolvadt a Keresztény Földmíves és Polgári Pártba.

## Országgyűlési választási eredményei
| Választási eredmények | Szavazatok száma | Szavazatok aránya | Mandátumok száma | Mandátumok aránya | Parlamenti szerepe |
| --------------------- | ---------------- | ----------------- | ---------------- | ----------------- | ------------------ |
| 1920-as               | ?                | ?                 | 2                | 0,91%             | ellenzék           |
| 1922-es               | 3547             | 0,22%             | ―                | ―                 | nem jutott be      |